# 부정적 평가에 대한 두려움
부정적인 평가에 대한 두려움(fear of negative evaluation, FNE) 또는 무정형 공포증은 "다른 사람의 평가에 대한 우려, 다른 사람의 부정적인 평가에 대한 고통, 다른 사람이 자신을 부정적으로 평가할 것이라는 예상"을 반영하는 심리적 구성이다. 1969년 이를 측정하기 위해 David Watson과 Ronald Friend에 의해 구성된 심리 검사가 정의되었다. FNE는 불안, 복종 및 사회적 회피 와 같은 특정 성격과 관련이 있다. FNE 척도에서 높은 점수를 받은 사람들은 사회적 승인을 구하거나 다른 사람의 승인을 피하는 데 크게 관심을 갖고 평가를 받아야 하는 상황을 피하는 경향이 있다. FNE가 높은 피험자는 상황적 요인에 더 잘 반응한다. 이것은 순응, 친사회적 행동, 사회적 불안과 관련이 있다.

## 같이 보기
- 정동 (심리학)
- 행동유전학
- 인지심리학